# 5087 Ємельянов
5087 Ємельянов (5087 Emelʹyanov) — астероїд головного поясу, відкритий 12 вересня 1978 року.
Тіссеранів параметр щодо Юпітера — 3,343.